# Mare Nostrum (programa)
Mare Nostrum va ser un programa de televisió emès per TVE-Catalunya des de l'any 1967 fins al 1973. Era un magazín divulgatiu sobre temes pintorescos del Principat de Catalunya i les Illes Balears, dedicat sobretot a l'entreteniment.
S'emetia mensualment el segon dimarts de cada mes i tenia una hora de durada, amb la qual s'arribava a les dues hores de televisió en català, perquè l'hora d'aquest informatiu se sumava a la de teatre que ja existia des de feia tres anys. El primer programa de Mare Nostrum s'emeté el 14 de març de 1967.
Basat en una idea de Federico Gallo, estava dirigit per Josep Maria Lladó i Figueres i Pablo de Sagarra i el presentava Andreu Avel·lí Artís.